# .lc
.lc je internetová národní doména nejvyššího řádu pro Svatou Lucii (podle ISO 3166-2:LC). Doménu si mohou registrovat pouze organizace s sídlem na Svaté Lucii.

## Domény druhého řádu
V doméně .lc se dají jména registrovat přímo na druhé úrovni nebo v některých vyhrazených doménách 2. úrovně:
- .com.lc
- .org.lc
- .edu.lc
- .gov.lc